# Groupe Sceta
Groupe Sceta est un voilier de course au large de la classe 60 pieds Open, lancé en juillet 1990 pour le navigateur français Christophe Auguin. Il possède l'un des meilleurs palmarès de sa catégorie puisqu'il a remporté le BOC Challenge, la Route du Rhum, la Transat Anglaise, la Transat Jacques-Vabre et terminé deuxième d'un Vendée Globe.

## Historique
En 1989, Christophe Auguin contacte les architectes navals Jean-Marie Finot et Pascal Conq en vue de la conception d'un 60 pieds Open pour la troisième édition du BOC Challenge, course en solitaire autour du monde en quatre étapes. Limités par un faible budget, Auguin, Finot et Conq réalisent une version allégée de deux tonnes du Générali-Concorde d'Alain Gautier en utilisant le polyester et la fibre de verre au lieu de l'aluminium et le dotent de deux safrans au lieu d'un seul. Groupe Sceta est construit par le chantier de Marc Pinta à La Rochelle et lancé en juillet 1990.
Le BOC, dont les favoris sont le double vainqueur Philippe Jeantot, le Sud-Africain John Martin ou le Français Alain Gautier, part le 15 septembre 1990 de Newport, sur la côte Est des États-Unis. Auguin remporte la première étape et termine deuxième des deuxième et troisième étapes. Longtemps aux prises avec Gautier pour la victoire finale, Christophe Auguin fait la différence en s'adjugeant la quatrième et dernière étape.  
Après cette victoire, Auguin souhaite se lancer dans la Whitbread, course autour du monde en équipage. Il vend Groupe Sceta à Yves Parlier. Bénéficiant du soutien de Cacolac et de la région Aquitaine, Parlier remporte la Transat anglaise 1992 chez les monocoques, battant le record de l'épreuve, et manque de battre celui de la traversée New York-cap Lizard de quelques heures. En novembre, il est au départ du Vendée Globe 1992-1993 et démâte dans le golfe de Gascogne. Il parvient à regagner les Sables-d'Olonne, à repartir et termine finalement 4e.
L'année suivante, Parlier remporte la première édition de la Transat Jacques-Vabre et se prépare à courir le BOC Challenge 1994. En août, il remporte le BOC Transatlantic Challenge, traversée de l'Atlantique en flotte vers le port de départ du BOC, Charleston mais, faute de moyen, il ne peut prendre le départ et rentre en France pour courir la Route du Rhum, nouvelle transat qu'il accroche à son palmarès.

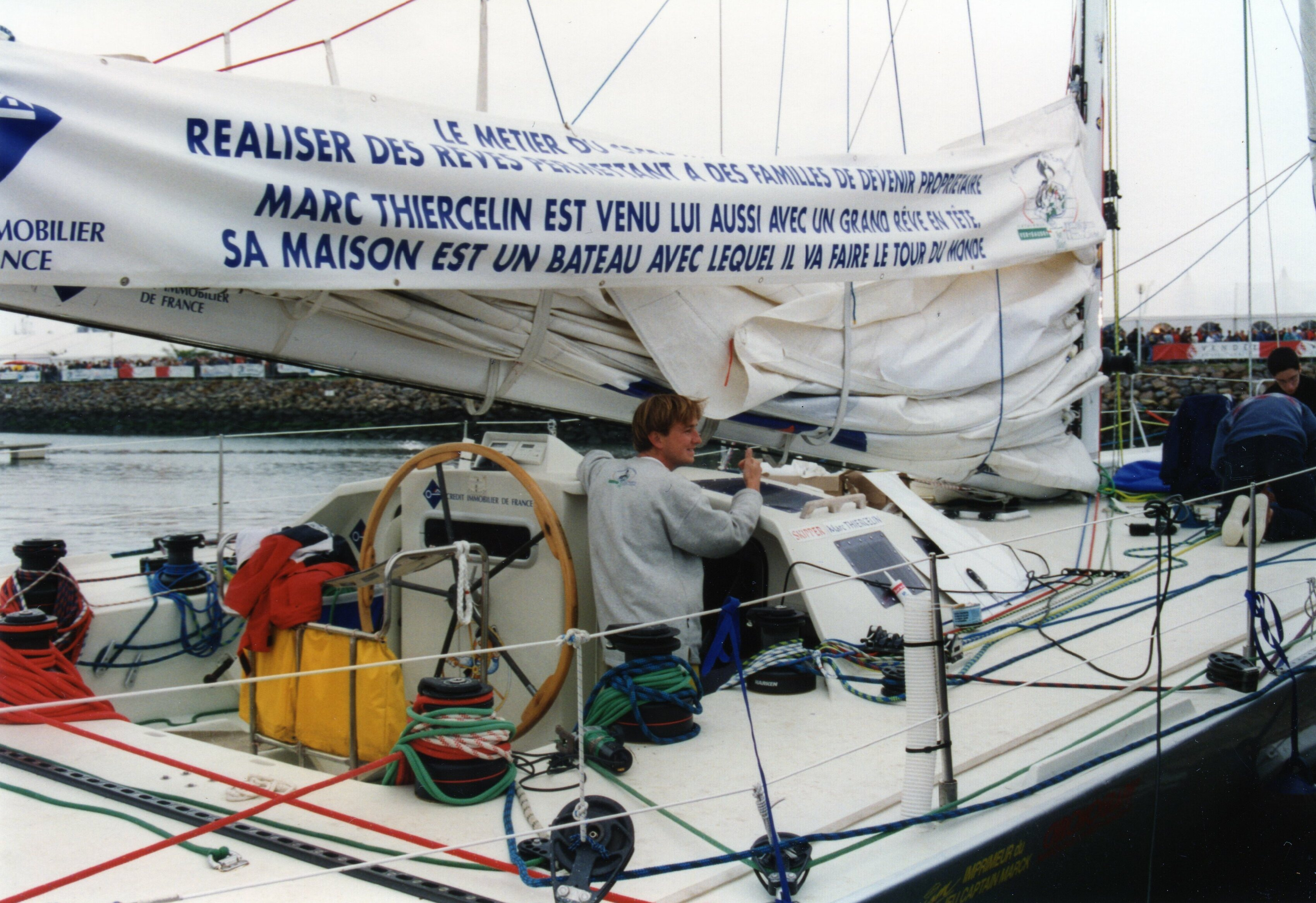
Marc Thiercelin à bord de Crédit immobilier de France 2, deux jours avant le départ du Vendée Globe 1996-1997.

En 1995, Parlier vend Cacolac d'Aquitaine à Marc Thiercelin. Celui-ci se prépare pour le Vendée Globe 1996-1997 et Crédit immobilier de France subit une importante rénovation au chantier JMV Industries à Cherbourg.  Malgré son âge et la relative inexpérience de son skipper, le 60 pieds termine à la deuxième place, à huit jours du vainqueur Christophe Auguin, son premier skipper. En 1997, Marc Thiercelin et Dominique Wavre se classent deuxième de la Transat Jacques-Vabre à son bord sous les couleurs de Somewhere.
Il est racheté en 1998 par Mark Gatehouse en vue du Vendée Globe 2000-2001 mais Jean-Marie Finot et Pascal Conq, ses architectes, estiment qu'il est trop âgé et usé pour partir sur un nouveau tour du monde en sécurité. Gatehouse abandonne dans la Route du Rhum 1998 et vend son voilier à Xavier Lecœur. À bord de GEB, Lecœur abandonne dans la Jacques-Vabre 1999. 22e dans la Transat anglaise 2000, Lecœur remporte la Transat Québec-Saint-Malo.

## Résumé du palmarès
- Vainqueur du BOC Challenge 1990-1991 avec Christophe Auguin
- Vainqueur de la Transat anglaise 1992 avec Yves Parlier
- Vainqueur de la Transat Jacques-Vabre 1993 avec Yves Parlier
- Vainqueur de la Route du Rhum 1994 avec Yves Parlier
- 2e du Vendée Globe 1996-1997 avec Marc Thiercelin